# محبت‌نامه
محبت‌نامه معروف به محبت‌نامه الهی اشاره به کتابی متعلق به حروفیان  دارد، که توسط فضل‌الله نعیمی استرآبادی در قرن هشتم هجری نوشته شده و در آن تفاسیری از قرآن به  زبان‌ تبری آورده شده‌است.
نمونه متن محبت‌نامه:
اکه واتِی چون قیامت ورسه (طبری امروزی: اون که باته چون قیامت ورسه/فارسی:آنکه گفت چون قیامت برسد.)